# Liste der Baudenkmale in Ihlow (Ostfriesland)
Die Liste der Baudenkmale in Ihlow enthält die nach dem Niedersächsischen Denkmalschutzgesetz geschützten Baudenkmale in der ostfriesischen Gemeinde Ihlow. Die Quelle der Baudenkmale ist der Denkmalatlas Niedersachsen. Der Stand der Liste ist der 28. Januar 2024.
In den Spalten befinden sich folgende Informationen:
- Lage: die Adresse des Baudenkmales und die geographischen Koordinaten. Kartenansicht, um Koordinaten zu setzen. In der Kartenansicht sind Baudenkmale ohne Koordinaten mit einem roten Marker dargestellt und können in der Karte gesetzt werden. Baudenkmale ohne Bild sind mit einem blauen Marker gekennzeichnet, Baudenkmale mit Bild mit einem grünen Marker.
- Bezeichnung: Bezeichnung des Baudenkmales
- Beschreibung: die Beschreibung des Baudenkmales. Unter § 3 Abs. 2 NDSchG werden Einzeldenkmale und unter § 3 Abs. 3 NDSchG Gruppen baulicher Anlagen und deren Bestandteile ausgewiesen.
- ID: die Objekt-ID des Baudenkmales
- Bild: ein Bild des Baudenkmales, ggf. zusätzlich mit einem Link zu weiteren Fotos des Baudenkmals im Medienarchiv Wikimedia Commons. Wenn man auf das Kamerasymbol klickt, können Fotos zu Baudenkmalen aus dieser Liste hochgeladen werden:

| Lage                                                                  | Bezeichnung                                | Beschreibung | ID       | Bild |
| --------------------------------------------------------------------- | ------------------------------------------ | --- | -------- | --- |
| Ihlowerfehn Alte Wieke 10 53° 24′ 21″ N, 7° 26′ 24″ O                 | Gulfhaus                                   | Rohziegelbau unter Halbwalm mit Uhlenloch in Reetdeckung. Wohngiebel mit zweiflügeligen Fenstern. Stahlanker. Um 1850.                                                                         | 34650954 | [[Vorlage:Bilderwunsch/code!/C:53.405943,7.440053!/D: Ihlowerfehn Alte Wieke 10, Gulfhaus!/\|BW]]                                              |
| Ihlowerfehn Alte Wieke 26 53° 24′ 12″ N, 7° 26′ 19″ O                 | Gulfhaus                                   | Wohnhaus in Ziegelbauweise unter Satteldach. Originale Flügelfenster und Haustür erhalten. Um 1900. Gulfscheune erbaut 2. Hälfte 19. Jh. Dach neu eingedeckt.                                  | 34652380 | [[Vorlage:Bilderwunsch/code!/C:53.403343,7.438636!/D: Ihlowerfehn Alte Wieke 26, Gulfhaus!/\|BW]]                                              |
| Riepe Alter Weg 10 53° 23′ 39″ N, 7° 20′ 36″ O                        | Wohn-/ Wirtschaftsgebäude                  | Ehemaliges Arbeiterwohnhaus. Kleiner Rohziegelbau unter Halbwalmdach in Reetdeckung. Wohngiebel mit segmentbogigen Fenstern und Formziegel-Verdachungen. Um 1850.                              | 34651498 | [[Vorlage:Bilderwunsch/code!/C:53.394164,7.3434!/D: Riepe Alter Weg 10, Wohn-/ Wirtschaftsgebäude!/\|BW]]                                      |
| Barstede Auricher Straße 53° 25′ 55″ N, 7° 23′ 26″ O                  | Straßenbrücke (Westerender Ehe)            | Ziegelgewölbe von 1870. | 34650731 | [[Vorlage:Bilderwunsch/code!/C:53.432007,7.390565!/D: Barstede Auricher Straße, Straßenbrücke (Westerender Ehe)!/\|BW]]                        |
| Westerende - Kirchloog Auricher Straße 31 53° 26′ 34″ N, 7° 25′ 0″ O  | St. Martin                                 | Saalbau in Rohziegelmauerwerk unter hohem Satteldach. Apsis auf halbkreisförmigem Grundriss unter niedrigem Dach. Im Kern Mitte 14. Jh., erweitert Ende 19. Jh.                                | 34652280 | Weitere Bilder |
| Westerende - Kirchloog Auricher Straße 31 53° 26′ 33″ N, 7° 24′ 59″ O | St. Martin (Glockenturm)                   | Wuchtiger, freistehender Rohziegelbau. Drei Mauerscheiben tragen drei Glocken unter abgewalmtem Dach. Modernisiert.                                                                            | 34652257 | [[Vorlage:Bilderwunsch/code!/C:53.442636,7.416527!/D: Westerende - Kirchloog Auricher Straße 31, St. Martin (Glockenturm)!/\|BW]]              |
| Westerende - Kirchloog Auricher Straße 31 53° 26′ 33″ N, 7° 24′ 58″ O | St. Martin (Friedhof)                      | | 34652996 | [[Vorlage:Bilderwunsch/code!/C:53.44251,7.41601!/D: Westerende - Kirchloog Auricher Straße 31, St. Martin (Friedhof)!/\|BW]]                   |
| Westerende - Kirchloog Auricher Straße 31 53° 26′ 34″ N, 7° 24′ 58″ O | Kriegerdenkmal                             | Obeliskförmig auf quadratischem Grundriss. Sandstein. Mahnmal für die Gefallenen des 1. Weltkrieges                                                                                            | 34652234 | [[Vorlage:Bilderwunsch/code!/C:53.44282,7.41623!/D: Westerende - Kirchloog Auricher Straße 31, Kriegerdenkmal!/\|BW]]                          |
| Barstede Barsteder Straße 18 53° 25′ 54″ N, 7° 22′ 6″ O               | Pfarrhaus, ehem.                           | | 34650775 | [[Vorlage:Bilderwunsch/code!/C:53.431631,7.368462!/D: Barstede Barsteder Straße 18, Pfarrhaus, ehem.!/\|BW]]                                   |
| Barstede Barsteder Straße 22 53° 25′ 54″ N, 7° 22′ 2″ O               | Kirche                                     | Saalbau auf rechteckigem Grundriss mit rundbogigen Fenstern unter Satteldach. Um 1952 im Stil des Vorgängerbaus errichtet.                                                                     | 34650801 | [[Vorlage:Bilderwunsch/code!/O:Barsteder Kirche!/C:53.43154,7.36735!/D: Barstede Barsteder Straße 22, Kirche!/\|BW]]                           |
| Barstede Barsteder Straße 22 53° 25′ 53″ N, 7° 22′ 3″ O               | Kirche (Glockenturm)                       | Wuchtiger, freistehender Bau auf quadratischem Grundriss. Zwei rundbogige Durchbrüche mit je 1 Glocke unter Walmdach. Im Kern Mitte 13. Jh.                                                    | 34650825 | [[Vorlage:Bilderwunsch/code!/C:53.431442,7.367521!/D: Barstede Barsteder Straße 22, Kirche (Glockenturm)!/\|BW]]                               |
| Barstede Barsteder Straße 22 53° 25′ 54″ N, 7° 22′ 3″ O               | Friedhof                                   | | 34653198 | [[Vorlage:Bilderwunsch/code!/C:53.431737,7.367534!/D: Barstede Barsteder Straße 22, Friedhof!/\|BW]]                                           |
| Barstede Barsteder Straße 22 53° 25′ 53″ N, 7° 22′ 4″ O               | Kirchwurt                                  | | 34652946 | [[Vorlage:Bilderwunsch/code!/C:53.431462,7.367895!/D: Barstede Barsteder Straße 22, Kirchwurt!/\|BW]]                                          |
| Westersander Burghörner Straße 9 53° 24′ 37″ N, 7° 30′ 16″ O          | Gulfhaus                                   | Traufständiger Rohziegelbau unter reetgedecktem Halbwalmdach. Wohnteil mit Drempelgeschoss unter Krüppelwalm. Im EG Schiebefenster mit Blockrahmen.                                            | 34652406 | [[Vorlage:Bilderwunsch/code!/C:53.410172,7.504335!/D: Westersander Burghörner Straße 9, Gulfhaus!/\|BW]]                                       |
| Westersander Burghörner Straße 17 53° 24′ 33″ N, 7° 30′ 5″ O          | Gulfhaus                                   | | 34652432 | [[Vorlage:Bilderwunsch/code!/C:53.409267,7.501401!/D: Westersander Burghörner Straße 17, Gulfhaus!/\|BW]]                                      |
| Simonswohlde Eckweg 4 53° 23′ 17″ N, 7° 24′ 34″ O                     | Gulfhaus                                   | Giebelständiger Rohziegelbau unter Satteldach mit Uhlenloch. Wi-Teil mit gesprossten Fenstern. Wohnteil mit segmentbogigen Fenstern. Ende 19. Jh.                                              | 34651775 | [[Vorlage:Bilderwunsch/code!/C:53.388002,7.409562!/D: Simonswohlde Eckweg 4, Gulfhaus!/\|BW]]                                                  |
| Riepe Emder Straße 7 53° 23′ 23″ N, 7° 17′ 19″ O                      | Windmühle Wrantepott (Fluttermühle)        | Kleinformatige Dresch- und Entwässerungsmühle. 1-stöckiger Sechskant-Holländer in Scheune (Dachwindmühle). Urspr. Ende 19. Jh. in Bangstede erbaut. 1936 nach Wrantepott versetzt.             | 34651547 | |
| Ochtelbur Friesenstraße 11 53° 24′ 49″ N, 7° 22′ 41″ O                | Wohn-/ Wirtschaftsgebäude                  | Sehr kleines Landarbeiterhaus mit Wohn- und Wirtschaftsteil. Ziegelbau mit abgewalmtem Wi-Giebel. Originale wandfeste und bewegliche Ausstattung. Keine Überformungen. 1. Hälfte 19. Jh.       | 34651332 | [[Vorlage:Bilderwunsch/code!/C:53.41358,7.37815!/D: Ochtelbur Friesenstraße 11, Wohn-/ Wirtschaftsgebäude!/\|BW]]                              |
| Ochtelbur Friesenstraße 27 53° 24′ 43″ N, 7° 22′ 31″ O                | Kirche                                     | Saalbau auf rechteckigem Grundriss in Rohziegel unter Satteldach. Ost- sowie Westgiebel gradwandig. Spitzbogige Fenstereinbauten erneuert. Im Kern Mitte 13. Jh.                               | 34651381 | Weitere Bilder |
| Ochtelbur Friesenstraße 27 53° 24′ 43″ N, 7° 22′ 31″ O                | Glockenturm                                | Wuchtiger Rohziegelbau unter Pyramidendach mit rundbogigen Durchbrüchen. 13. Jh. | 34651404 | |
| Ochtelbur Friesenstraße 27 53° 24′ 42″ N, 7° 22′ 33″ O                | Friedhof                                   | | 34653249 | [[Vorlage:Bilderwunsch/code!/C:53.411792,7.37583!/D: Ochtelbur Friesenstraße 27, Friedhof!/\|BW]]                                              |
| Ochtelbur Friesenstraße 27 53° 24′ 43″ N, 7° 22′ 32″ O                | Kirchwurt                                  | | 34652854 | [[Vorlage:Bilderwunsch/code!/C:53.412032,7.375654!/D: Ochtelbur Friesenstraße 27, Kirchwurt!/\|BW]]                                            |
| Ochtelbur Friesenstraße 27 53° 24′ 42″ N, 7° 22′ 31″ O                | Kriegerdenkmal                             | Fünf Granittafeln zu Ehren der Gefallenen der beiden Weltkriege auf der südlichen Kirchhofgrenze.                                                                                              | 34651427 | [[Vorlage:Bilderwunsch/code!/C:53.411564,7.375313!/D: Ochtelbur Friesenstraße 27, Kriegerdenkmal!/\|BW]]                                       |
| Ochtelbur Friesenstraße 29 53° 24′ 42″ N, 7° 22′ 29″ O                | Wohnhaus                                   | Kleines modernisiertes Gebäude, wird als Gemeindehaus genutzt. „1845“. | 34651449 | [[Vorlage:Bilderwunsch/code!/C:53.411803,7.374832!/D: Ochtelbur Friesenstraße 29, Wohnhaus!/\|BW]]                                             |
| Ochtelbur Friesenstraße 58 53° 24′ 25″ N, 7° 22′ 10″ O                | Landarbeiterhaus                           | Sehr kleines Landarbeiterhaus mit Wohn- und Wirtschaftsteil. Ziegelbau mit abgewalmtem Wi-Giebel. Originale wandfeste und bewegliche Ausstattung. Keine Überformungen. 1. Hälfte 19. Jh.       | 34650636 | [[Vorlage:Bilderwunsch/code!/C:53.407062,7.369494!/D: Ochtelbur Friesenstraße 58, Landarbeiterhaus!/\|BW]]                                     |
| Riepe Friesenstraße 102 53° 24′ 6″ N, 7° 21′ 38″ O                    | Wohn-/ Wirtschaftsgebäude                  | Traufständiger 1-gesch. Rohziegelbau unter Satteldach. Wi-Teil als rückwärtiger Anbau. Allseitig original erhaltene Fenstereinbauten. Um 1910.                                                 | 34651574 | [[Vorlage:Bilderwunsch/code!/C:53.401564,7.360419!/D: Riepe Friesenstraße 102, Wohn-/ Wirtschaftsgebäude!/\|BW]]                               |
| Riepe Friesenstraße 164 53° 23′ 49″ N, 7° 21′ 9″ O                    | Wohnhaus                                   | Giebelständiger Rohziegelbau unter Halbwalmdach. Im Kern um 1800. Straßenseitiger Giebel mit Ladeneinbau Ende 19. Jh.                                                                          | 34651653 | [[Vorlage:Bilderwunsch/code!/C:53.396906,7.352465!/D: Riepe Friesenstraße 164, Wohnhaus!/\|BW]]                                                |
| Riepe Friesenstraße 171 53° 23′ 50″ N, 7° 21′ 15″ O                   | Kirche                                     | Rohziegelbau auf rechteckigem Grundriss. Ost- und Westgiebel mit gradwandigem Abschluss. Hohe spitzbogige Fenster. 15. Jh.                                                                     | 34651677 | Weitere Bilder |
| Riepe Friesenstraße 171 53° 23′ 50″ N, 7° 21′ 15″ O                   | Glockenturm                                | | 34651701 | [[Vorlage:Bilderwunsch/code!/C:53.397282,7.354075!/D: Riepe Friesenstraße 171, Glockenturm!/\|BW]]                                             |
| Riepe Friesenstraße 171 53° 23′ 49″ N, 7° 21′ 16″ O                   | Friedhof                                   | | 34653389 | [[Vorlage:Bilderwunsch/code!/C:53.396902,7.354557!/D: Riepe Friesenstraße 171, Friedhof!/\|BW]]                                                |
| Riepe Friesenstraße 171 53° 23′ 50″ N, 7° 21′ 16″ O                   | Kirchwurt                                  | | 34652830 | [[Vorlage:Bilderwunsch/code!/C:53.397345,7.354371!/D: Riepe Friesenstraße 171, Kirchwurt!/\|BW]]                                               |
| Riepe Friesenstraße 171 53° 23′ 49″ N, 7° 21′ 18″ O                   | Umfassungsmauer                            | | 34653413 | [[Vorlage:Bilderwunsch/code!/C:53.397009,7.355021!/D: Riepe Friesenstraße 171, Umfassungsmauer!/\|BW]]                                         |
| Riepe Friesenstraße 183 53° 23′ 49″ N, 7° 21′ 12″ O                   | Sparkasse                                  | | 34651723 | [[Vorlage:Bilderwunsch/code!/C:53.397005,7.353439!/D: Riepe Friesenstraße 183, Sparkasse!/\|BW]]                                               |
| Lübbertsfehn Haneburger Straße 13 53° 23′ 34″ N, 7° 30′ 58″ O         | Gulfhaus                                   | Giebelständiger Rohziegelbau unter Halbwalmdach mit Uhlenloch in Reetdeckung. Wi-Giebel mit segmentbogigen Fenstern. Wohngiebel mit 4-teiligen Drehflügel-Fenstern. 1850.                      | 34651232 | [[Vorlage:Bilderwunsch/code!/C:53.392847,7.516211!/D: Lübbertsfehn Haneburger Straße 13, Gulfhaus!/\|BW]]                                      |
| Ostersander Holtroper Straße 5 53° 25′ 14″ N, 7° 31′ 15″ O            | Gulfhaus                                   | Traufständiger Rohziegelbau. Wohngiebel vierachsig mit korbbogigen Fenstern. Im DG mittleres Fenster rundbogig unter verzierter Verdachung. Wi-Giebel korbbogig. 1932.                         | 34651472 | [[Vorlage:Bilderwunsch/code!/C:53.420479,7.520897!/D: Ostersander Holtroper Straße 5, Gulfhaus!/\|BW]]                                         |
| Hüllenerfehn Hüllenerfehner Straße 13 53° 22′ 55″ N, 7° 28′ 25″ O     | Wohn-/ Wirtschaftsgebäude                  | Giebelständiger Rohziegelbau unter Halbwalmdach mit Uhlenloch in Reetdeckung. Wi-Giebel mit segmentbogigen Fenstern. Wohngiebel mit 4-teiligen Drehflügel-Fenstern. 1850.                      | 44487063 | [[Vorlage:Bilderwunsch/code!/C:53.381995,7.473614!/D: Hüllenerfehn Hüllenerfehner Straße 13, Wohn-/ Wirtschaftsgebäude!/\|BW]]                 |
| Simonswohlde Ihlower Straße 16 53° 22′ 17″ N, 7° 23′ 56″ O            | Kirche                                     | Backsteinbau auf rechteckigem Grundriss. Saalbau mit gerade abschließendem Westgiebel mit Vorbau. Polygonale Ostapsis. Spitzbogige Fenster. Im Kern Mitte 16. Jh.; Anker 1791.                 | 34651824 | Weitere Bilder |
| Simonswohlde Ihlower Straße 16 53° 22′ 18″ N, 7° 23′ 57″ O            | Glockenturm                                | Freistehender Backsteinbau mit Glockenstuhl. Parallelmauertyp, Mitte 16. Jh. | 34651848 | [[Vorlage:Bilderwunsch/code!/C:53.371606,7.39908!/D: Simonswohlde Ihlower Straße 16, Glockenturm!/\|BW]]                                       |
| Simonswohlde Ihlower Straße 16 53° 22′ 17″ N, 7° 23′ 57″ O            | Friedhof                                   | | 34651848 | [[Vorlage:Bilderwunsch/code!/C:53.371391,7.399219!/D: Simonswohlde Ihlower Straße 16, Friedhof!/\|BW]]                                         |
| Simonswohlde Ihlower Straße 16 53° 22′ 16″ N, 7° 23′ 56″ O            | Kirchwurt                                  | | 34652923 | [[Vorlage:Bilderwunsch/code!/C:53.371198,7.398828!/D: Simonswohlde Ihlower Straße 16, Kirchwurt!/\|BW]]                                        |
| Simonswohlde Ihlower Straße 18 53° 22′ 18″ N, 7° 23′ 55″ O            | Wohnhaus                                   | Giebelständiger Rohziegelbau unter Halbwalmdach. Giebelseite im EG mit korbbogigen Fenstern. Rückwärtiger Giebel mit kleinen Fenstern. Um 1860.                                                | 34651870 | [[Vorlage:Bilderwunsch/code!/C:53.371699,7.398567!/D: Simonswohlde Ihlower Straße 18, Wohnhaus!/\|BW]]                                         |
| Simonswohlde Ihlower Straße 20 53° 22′ 18″ N, 7° 23′ 55″ O            | Wohnhaus                                   | Rohziegelbau unter Halbwalmdach mit Uhlenloch. Straßengiebel mit korbbogigen 4-teiligen Fenstern mit Oberlicht. Um 1860.                                                                       | 34651892 | [[Vorlage:Bilderwunsch/code!/C:53.371777,7.398544!/D: Simonswohlde Ihlower Straße 20, Wohnhaus!/\|BW]]                                         |
| Simonswohlde Ihlower Straße 23 53° 22′ 15″ N, 7° 23′ 56″ O            | Gulfhaus                                   | Langgestreckter Rohziegelbau auf rechteckigem Grundriss mit eingezogenem Wohnteil unter Halbwalmdach. Um 1850. 1995 restauriert.                                                               | 34651914 | [[Vorlage:Bilderwunsch/code!/C:53.370829,7.398791!/D: Simonswohlde Ihlower Straße 23, Gulfhaus!/\|BW]]                                         |
| Simonswohlde Ihlower Straße 51 53° 22′ 26″ N, 7° 24′ 9″ O             | Kriegerdenkmal                             | Pyramidenförmige Sandsteinsäule mit aufgesetztem Adler auf hohem Sandsteinpostament. Um 1918.                                                                                                  | 34651799 | [[Vorlage:Bilderwunsch/code!/C:53.373819,7.402362!/D: Simonswohlde Ihlower Straße 51, Kriegerdenkmal!/\|BW]]                                   |
| Simonswohlde Ihlower Straße 51 53° 22′ 26″ N, 7° 24′ 8″ O             | Baumbestand                                | | 34653148 | [[Vorlage:Bilderwunsch/code!/C:53.373765,7.402314!/D: Simonswohlde Ihlower Straße 51, Baumbestand!/\|BW]]                                      |
| Simonswohlde Ihlower Straße 87 53° 22′ 42″ N, 7° 24′ 55″ O            | Gulfhaus (Hof Flehsner)                    | Geestbauernhof von 1898. | 34651966 | [[Vorlage:Bilderwunsch/code!/C:53.378284,7.415299!/D: Simonswohlde Ihlower Straße 87, Gulfhaus (Hof Flehsner)!/\|BW]]                          |
| Ihlowerfehn Klapphörn 7 53° 23′ 30″ N, 7° 26′ 30″ O                   | Windmühle                                  | Galerie-Holländer auf oktogonalem Rohziegelunterbau mit Reetbehang. Haube erhalten. "1870". Große renovierte Anlage.                                                                           | 34650979 | |
| Riepe Leegmoorweg 6 53° 22′ 44″ N, 7° 21′ 30″ O                       | Windmühle (Kokermühle)                     | Wasserschöpfmühle, urspr. zu Entwässerungszwecken genutzt. Wohl Mitte des 19. Jh. erbaut. Mahlwerk von 1906. Bis 1958 in Betrieb. 1984 restauriert. Unterbau erneuert.                         | 34652608 | |
| Westerende - Kirchloog Loogstraße 10 53° 26′ 30″ N, 7° 25′ 11″ O      | Gulfhaus                                   | Rohziegelbau unter Krüppelwalmdach. Wi-Teil mit segmentbogigen Fenstern. Wohnteil z. T. unterkellert, originale zweiflügelige Segmentbogen-Fenster. 1908.                                      | 34652326 | [[Vorlage:Bilderwunsch/code!/C:53.441699,7.419745!/D: Westerende - Kirchloog Loogstraße 10, Gulfhaus!/\|BW]]                                   |
| Westerende - Kirchloog Loogstraße 41 53° 26′ 13″ N, 7° 25′ 31″ O      | Schleusenwärterhaus, ehem. "Fahnster Krug" | Ziegelbau unter Satteldach mit Docken. Wi-Giebel erneuert. Wohnteil östliche Traufseite mit unterkellerter Upkammer. Segmentbogen-Fenster, Deckenmalerei und Kaminzimmer. Um 1850.             | 34652351 | [[Vorlage:Bilderwunsch/code!/C:53.437015,7.425384!/D: Westerende - Kirchloog Loogstraße 41, Schleusenwärterhaus, ehem. "Fahnster Krug"!/\|BW]] |
| Westerende - Kirchloog Loogstraße 41 53° 26′ 14″ N, 7° 25′ 32″ O      | Backhaus                                   | | 34653047 | [[Vorlage:Bilderwunsch/code!/C:53.437142,7.425543!/D: Westerende - Kirchloog Loogstraße 41, Backhaus!/\|BW]]                                   |
| Bangstede Loogstraße 103 53° 24′ 43″ N, 7° 22′ 31″ O                  | Sankt Georg                                | Traufständiger Saalbau in Rohziegel. Ostgiebel gerade abschließend. Südseite urspr. mit spitzbogigen Fenstern. Verlängerung nach Westen. Mitte 13. Jh.; Ausmalungen 13./16./19. Jh.            | 34651381 | Weitere Bilder |
| Bangstede Loogstraße 103 53° 25′ 12″ N, 7° 23′ 59″ O                  | Sankt Georg (Glockenturm)                  | Freistehender Rohziegelbau auf quadratischem Grundriss. Zwei rundbogige hohe Durchbrüche auf Ostseite mit Glockenstuhl. Rundbogige Öffnungen auf Westseite. Kegeldach. 1823.                   | 34650684 | [[Vorlage:Bilderwunsch/code!/C:53.420045,7.39964!/D: Bangstede Loogstraße 103, Sankt Georg (Glockenturm)!/\|BW]]                               |
| Bangstede Loogstraße 103 53° 25′ 11″ N, 7° 23′ 59″ O                  | Sankt Georg (Kirchwurt)                    | Freistehender Rohziegelbau auf quadratischem Grundriss. Zwei rundbogige hohe Durchbrüche auf Ostseite mit Glockenstuhl. Rundbogige Öffnungen auf Westseite. Kegeldach. 1823.                   | 34652900 | [[Vorlage:Bilderwunsch/code!/C:53.419636,7.399823!/D: Bangstede Loogstraße 103, Sankt Georg (Kirchwurt)!/\|BW]]                                |
| Lübbertsfehn Lübbertsfehner Straße 34 53° 23′ 12″ N, 7° 30′ 28″ O     | Gulfhaus                                   | Traufständiger Ziegelbau, z. T. unter Reetdach, Ziegelziersetzungen, Wi-Teil originale Gusseisenfenster. 1904 (lt. Besitzerin)                                                                 | 34651258 | [[Vorlage:Bilderwunsch/code!/C:53.386725,7.507675!/D: Lübbertsfehn Lübbertsfehner Straße 34, Gulfhaus!/\|BW]]                                  |
| Lübbertsfehn Lübbertsfehner Straße 36 53° 23′ 15″ N, 7° 30′ 38″ O     | Gulfhaus (heute Naturschutzstation)        | Traufständiger Bau unter Halbwalmdach. Wohnteil unterkellert mit Drempelgeschoss. Blockfenster im OG, im EG erneuert. Wi-Teil Fenster original erhalten. 1843.                                 | 34651282 | [[Vorlage:Bilderwunsch/code!/C:53.387376,7.510473!/D: Lübbertsfehn Lübbertsfehner Straße 36, Gulfhaus (heute Naturschutzstation)!/\|BW]]       |
| Lübbertsfehn Lübbertsfehner Straße 36 53° 23′ 15″ N, 7° 30′ 38″ O     | Backhaus                                   | Kleiner Rohziegelbau mit Backofen | 34651308 | [[Vorlage:Bilderwunsch/code!/C:53.387616,7.510479!/D: Lübbertsfehn Lübbertsfehner Straße 36, Backhaus!/\|BW]]                                  |
| Ihlowerfehn Moorweg 35 53° 24′ 37″ N, 7° 25′ 55″ O                    | Gulfhaus (de Groot`sche Haus)              | Traufständiger Rohziegelbau unter Halbwalmdach in Reetdeckung. Wi-Giebel mit Anbau unter Abschleppung. Wohnteil mit Hebefenster und Blockrahmen. Um 1800.                                      | 34651004 | [[Vorlage:Bilderwunsch/code!/C:53.410291,7.431862!/D: Ihlowerfehn Moorweg 35, Gulfhaus (de Groot`sche Haus)!/\|BW]]                            |
| Simonswohlde Oldersumer Straße 24 53° 22′ 12″ N, 7° 24′ 44″ O         | Windmühle                                  | Galerieholländer auf 1-stöckigem, oktogonalem Unterbau in Rohziegel. Rumpf mit Reetbehang. Haube mit Bitumenpappe. Flügel und Windrose erhalten. 1813. Mit 1-gesch. Wohnanbau.                 | 34652013 | |
| Simonswohlde Oldersumer Straße 27 53° 22′ 26″ N, 7° 24′ 59″ O         | Gulfhaus                                   | Traufständiger Rohziegelbau unter Krüppelwalmdach mit Uhlenloch. Beide Giebelseiten mit originalen Fenstern. Wi-Teil mit Zugankern. 1922.                                                      | 34652092 | [[Vorlage:Bilderwunsch/code!/C:53.373993,7.416365!/D: Simonswohlde Oldersumer Straße 27, Gulfhaus!/\|BW]]                                      |
| Lübbertsfehn Petersweg 3 53° 23′ 21″ N, 7° 29′ 35″ O                  | Gulfhaus                                   | Giebelständiger Rohziegelbau unter Halbwalm in Reetdeckung. Wi-Giebel mit segmentbogigen Fenstern. Wohngiebel originale Fenster erhalten. 1850.                                                | 34651183 | [[Vorlage:Bilderwunsch/code!/C:53.389229,7.493106!/D: Lübbertsfehn Petersweg 3, Gulfhaus!/\|BW]]                                               |
| Ihlowerfehn Plaggefelder Straße 2 53° 24′ 31″ N, 7° 26′ 37″ O         | Pastorat                                   | U-förmiger Rohziegelbau. Schaufassade traufständig, außermittiges Dachhäuschen fassadenbündig mit Ziergiebel. Um 1900.                                                                         | 34651030 | [[Vorlage:Bilderwunsch/code!/C:53.408497,7.443643!/D: Ihlowerfehn Plaggefelder Straße 2, Pastorat!/\|BW]]                                      |
| Ihlowerfehn Plaggefelder Straße 2 53° 24′ 31″ N, 7° 26′ 38″ O         | Nebengebäude                               | Saalbau in Rohziegelmauerwerk mit Ostapsis unter niedrigerem Satteldach. Westturm auf quadratischem Grundriss mit hohem Dachreiter. Spitzbogige Fenster. 1900.                                 | 34652778 | [[Vorlage:Bilderwunsch/code!/C:53.408647,7.443942!/D: Ihlowerfehn Plaggefelder Straße 2, Nebengebäude!/\|BW]]                                  |
| Ihlowerfehn Plaggefelder Straße 4 53° 24′ 31″ N, 7° 26′ 37″ O         | Kirche                                     | Saalbau in Rohziegelmauerwerk mit Ostapsis unter niedrigerem Satteldach. Westturm auf quadratischem Grundriss mit hohem Dachreiter. Spitzbogige Fenster. 1900.                                 | 34651057 | Weitere Bilder |
| Ihlowerfehn Plaggefelder Straße 53° 24′ 32″ N, 7° 26′ 33″ O           | Friedhof                                   | | 34651082 | |
| Ihlowerfehn Plaggefelder Straße 53° 24′ 30″ N, 7° 26′ 34″ O           | Kriegerdenkmal                             | Zur Erinnerung an die Gefallenen der beiden Weltkriege. Sandstein mit Inschriftentafeln. | 34651106 | [[Vorlage:Bilderwunsch/code!/C:53.408448,7.442905!/D: Ihlowerfehn Plaggefelder Straße, Kriegerdenkmal!/\|BW]]                                  |
| Westersander Schönfeldstraße 53° 24′ 41″ N, 7° 30′ 9″ O               | Kriegerdenkmal                             | Mahnmale zu Ehren der Gefallenen der beiden Weltkriege in einer parkähnlichen kleinen Anlage. Postament und Rahmungen aus Findlingen, Gedenktafeln in Basalt.                                  | 34652513 | [[Vorlage:Bilderwunsch/code!/C:53.411432,7.50239!/D: Westersander Schönfeldstraße, Kriegerdenkmal!/\|BW]]                                      |
| Hüllenerfehn Suntkeland 1 53° 22′ 56″ N, 7° 27′ 52″ O                 | Gulfhaus                                   | | 34650926 | [[Vorlage:Bilderwunsch/code!/C:53.382335,7.464317!/D: Hüllenerfehn Suntkeland 1, Gulfhaus!/\|BW]]                                              |
| Westersander Ullannsweg 2 53° 24′ 34″ N, 7° 30′ 11″ O                 | Gulfhaus                                   | Traufständiger Bau unter Halbwalmdach in Reetdeckung. Im Inneren zu Wohnzwecken genutzt. Südliche Traufseite des Wi-Teils Wintergarten, Wohngiebel mit Schiebefenster. Um 1800.                | 34652536 | [[Vorlage:Bilderwunsch/code!/C:53.409311,7.502992!/D: Westersander Ullannsweg 2, Gulfhaus!/\|BW]]                                              |
| Simonswohlde Weelinger Straße 2 53° 22′ 44″ N, 7° 24′ 45″ O           | Gulfhaus (Hof Krey)                        | Traufständiger Rohziegelbau, von der Straße zurückgesetzt. Wirtschaftsgiebel unter Halbwalmdach in Reetdeckung, Wohnteil mit Hebefenster. Stahlanker mit Jahreszahl 1799.                      | 34651939 | [[Vorlage:Bilderwunsch/code!/C:53.378818,7.412534!/D: Simonswohlde Weelinger Straße 2, Gulfhaus (Hof Krey)!/\|BW]]                             |
| Weene Weener Weg 13 53° 25′ 38″ N, 7° 30′ 54″ O                       | Nikolaikirche                              | Rohziegelbau, urspr. auf rechteckigem Grundriss. Anbau eines Kreuzarmes an der nördlichen Traufseite. Polygonale Apsis. Im Kern 13. Jh. Mauerwerk mehrfach erneuert.                           | 34652167 | Weitere Bilder |
| Weene Weener Weg 13 53° 25′ 37″ N, 7° 30′ 52″ O                       | Nikolaikirche (Glockenturm)                | Glockenstuhl auf Parallelmauer unter Satteldach | 34652192 | [[Vorlage:Bilderwunsch/code!/C:53.426862,7.514544!/D: Weene Weener Weg 13, Nikolaikirche (Glockenturm)!/\|BW]]                                 |
| Weene Weener Weg 13 53° 25′ 37″ N, 7° 30′ 54″ O                       | Nikolaikirche (Friedhof)                   | | 34653294 | [[Vorlage:Bilderwunsch/code!/C:53.426891,7.514952!/D: Weene Weener Weg 13, Nikolaikirche (Friedhof)!/\|BW]]                                    |
| Weene Weener Weg 13 53° 25′ 38″ N, 7° 30′ 53″ O                       | Nikolaikirche (Kirchwurt)                  | | 34652876 | [[Vorlage:Bilderwunsch/code!/C:53.427346,7.514697!/D: Weene Weener Weg 13, Nikolaikirche (Kirchwurt)!/\|BW]]                                   |
| Simonswohlde Westender Straße 20 53° 22′ 25″ N, 7° 23′ 42″ O          | Wohn-/ Wirtschaftsgebäude                  | Giebelständiger 1-gesch. Rohziegelbau unter Halbwalmdach mit Uhlenloch. Wi-Giebel mit kleinen korbbogigen Fenstern. Wohngiebel mit korbbogigen 6-teiligen Fenstern. 1880.                      | 34652117 | [[Vorlage:Bilderwunsch/code!/C:53.373554,7.395104!/D: Simonswohlde Westender Straße 20, Wohn-/ Wirtschaftsgebäude!/\|BW]]                      |
| Westersander Westersander Straße 25 53° 24′ 39″ N, 7° 29′ 51″ O       | Lehrerhaus                                 | Rohziegelbau. Schaufassade mit korbbogigen Fenstern. Übrige Fenster mit geringfügigen Veränderungen. Um 1900.                                                                                  | 34652561 | [[Vorlage:Bilderwunsch/code!/C:53.41083,7.497417!/D: Westersander Westersander Straße 25, Lehrerhaus!/\|BW]]                                   |
| Westersander Westersander Straße 25 53° 24′ 39″ N, 7° 29′ 51″ O       | Stallanbau                                 | Rohziegelbau. Schaufassade mit korbbogigen Fenstern. Übrige Fenster mit geringfügigen Veränderungen. Um 1900.                                                                                  | 34652754 | [[Vorlage:Bilderwunsch/code!/C:53.410754,7.497519!/D: Westersander Westersander Straße 25, Stallanbau!/\|BW]]                                  |
| Westersander Westersander Straße 27 53° 24′ 39″ N, 7° 29′ 50″ O       | Schule                                     | Giebelständiger Rohziegelbau unter Satteldach mit Dachreiter. Westliche Traufseite 9-achsig mit korbbogigen Fenstern. Datiert 1887 und 1927 (Erweiterung).                                     | 34652585 | [[Vorlage:Bilderwunsch/code!/C:53.410744,7.497152!/D: Westersander Westersander Straße 27, Schule!/\|BW]]                                      |
| Westersander Westersander Straße 27 53° 24′ 38″ N, 7° 29′ 49″ O       | Baumbestand                                | | 34653099 | [[Vorlage:Bilderwunsch/code!/C:53.410614,7.497014!/D: Westersander Westersander Straße 27, Baumbestand!/\|BW]]                                 |
| Ihlowerfehn Zum Forsthaus 1 53° 24′ 15″ N, 7° 27′ 30″ O               | Forsthaus Ihlow (Jugendheim)               | 1-gesch. Klinkerbau mit verputzten Ecklisenen und abgesetztem Sockelmauerwerk. Wohnteil Steilgiebel, Wi-Teil abgewalmt (1928). Erbaut 1829 (Kgl. Forstverwaltung Hannover), 1861/62 überformt. | 34652700 | |
| Ihlowerfehn Zum Forsthaus 1 53° 24′ 14″ N, 7° 27′ 31″ O               | Forsthaus Ihlow (Backhaus)                 | | 34653075 | [[Vorlage:Bilderwunsch/code!/C:53.403817,7.458678!/D: Ihlowerfehn Zum Forsthaus 1, Forsthaus Ihlow (Backhaus)!/\|BW]]                          |